# 처분권주의
처분권주의(處分權主義)란 민사소송법의 심리에 관한 원칙으로 절차의 개시, 심판의 대상, 절차의 종결에 대해 당사자의 처분에 맡기는 것을 말하며 이는 소송물에 대한 처분의 자유를 의미한다. 개인주의에 기초한 사적자치에 그 근거를 둔다. 처분권주의는 널리 변론주의를 포함하여 당사자주의(adversary system)로도 쓰이며, 이를 직권주의에 대응시키고 있다. 처분권주의는 소송물에 대한 자유를 말하며 변론주의는 소송자료(사실과 증거)에 대한 자유를 말한다. 처분권주의로 인하여 당사자가 신청한 사항보다 적게 판결하는 것은 허용되나, 별개의 사항이나 신청한 범위를 넘어서는 판결은 위법하다.
1. 절차의 개시
2. 심판의 대상과 범위
3. 절차의 종결

## 근거조문
민사소송법 제203조(처분권주의) 법원은 당사자가 신청하지 아니한 사항에 대하여는 판결하지 못한다.

## 참고 문헌
- 조상희, 『법학전문대학원 민사소송법 기본강의』. 한국학술정보(주), 2009. ISBN 9788953423077

## 같이 보기
- 변론주의
- 당사자주의
- 소송물
- 대한민국 민사소송법 제203조